# Casa Batlló

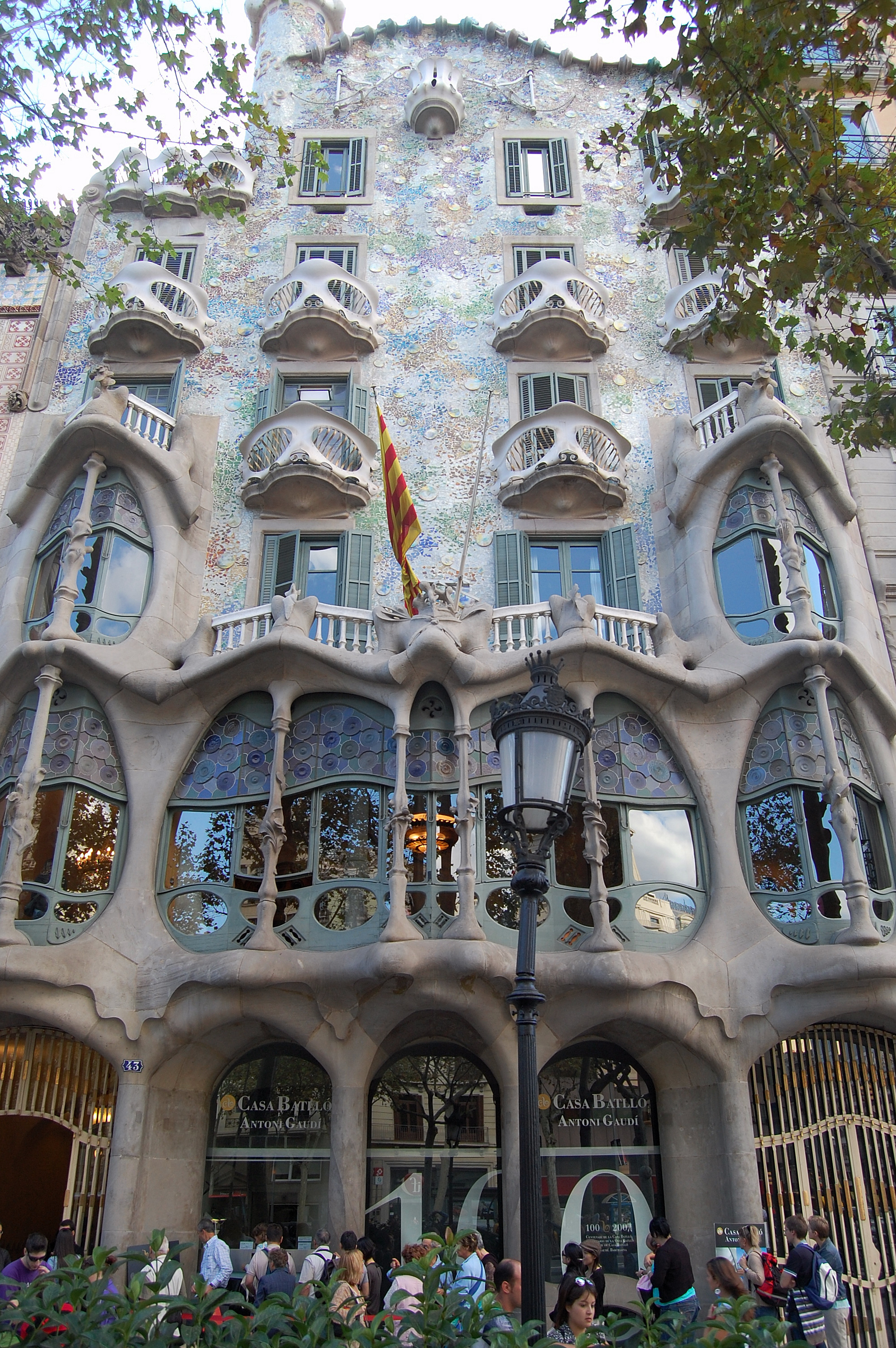
Casa Batlló

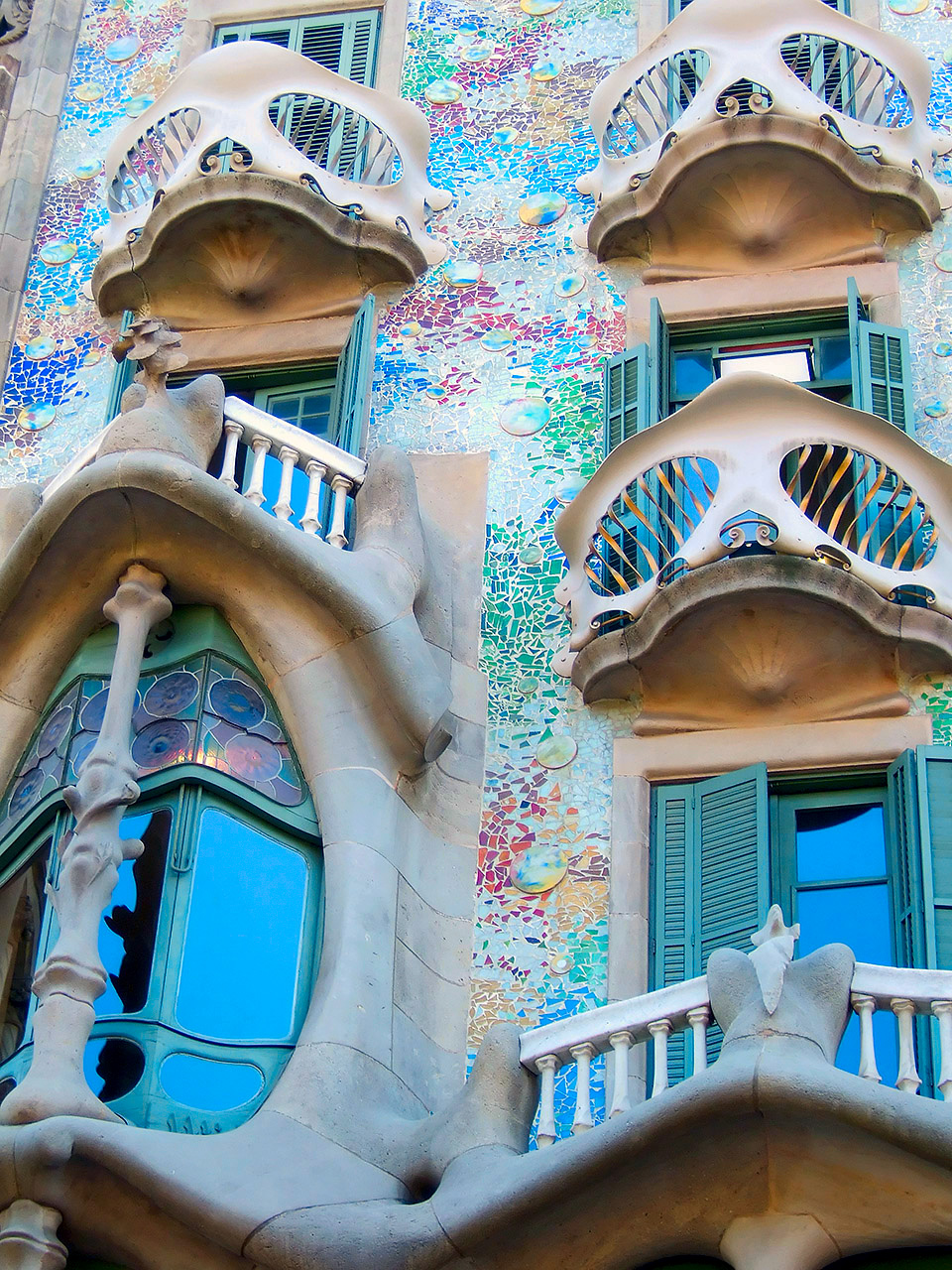
Närbild av fasadens balkonger

Casa Batlló vid Passeig de Gràcia nr 43 i Barcelona är ett renoveringsarbete utfört av Antoni Gaudí 1904-1906.
År 1900 anlitades Gaudí av industrimagnaten Josep Batlló Casanovas för att rita hans hus. På platsen för bygget stod redan ett hus från 1877 som var tänkt att rivas. Emellertid ändrade sig Casanovas under planeringsstadiet till att låta renovera byggnaden istället. Casa Batlló är beläget i det kvarter som i folkmun har kommit att kallas Manzana de la discordia löst översatt det oeniga kvarteret, en symbolisk beskrivning av de olika arkitektoniska stilarna mellan de byggnader som står utmed Passeig de Gràcia.
Casa Batlló kallas i folkmun för Casa dels ossos (Huset av ben) på grund av den skelettliknande fasad som utgör de två nedersta planen; ovanför dessa övergår fasaden i en keramisk mosaik med säregna balkonger. Gaudí lät företa en total renovering av byggnadens inre där han bland annat flyttade väggar och förstorade det inre trapphuset som även fungerar som ljusbrunn. Hela byggnaden saknar i princip raka linjer och består istället av böljande oregelbundna former som gör att inget rum är det andra likt. Casa Batlló tillkom under den katalanska modernisme och brukar omnämnas som en av dess mästerverk.
Under Mobile World Congress 2015 hade Casa Batlló en tävling tillsammans med onlinemarknadsplatsen Airbnb där deltagarna fick en chans till att vinna två övernattningar i Casa Batlló. Chansen var unik då ingen någonsin har bott i huset efter familjen Batlló och numera används det endast som museum. Villkoren för tävlingen var att föreslå den bästa och mest kreativa mobila lösningen för att göra besökarnas vistelse mer spektakulär och vanns av svensken och grundaren av MYMobile Security, Kevin Freij, och hans delägarpartner Jonas Borgh.